# Nume tutelare

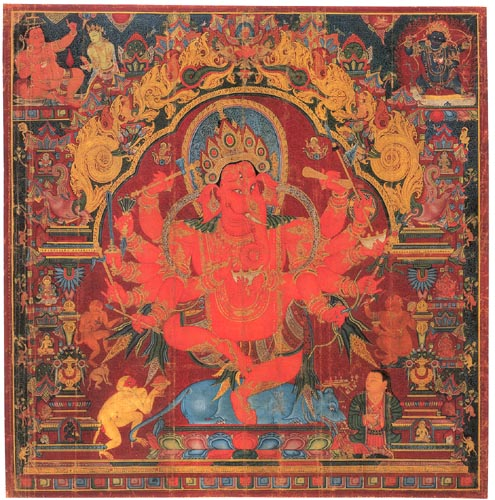
Dipinto tibetano raffigurante Ganesha, divinità della tradizione induista venerato come distruttore degli ostacoli

Un nume tutelare rappresenta gli dei in generale, divinità che protegge un luogo, una città, la patria, o la propria casa una persona, una famiglia ecc. Il termine, fuori dall'ambito religioso, viene utilizzato in senso figurato per indicare una persona alla quale si deve una particolare venerazione. Tra i numi tutelari vi sono i patroni, i mentori e gli antenati. Tra le entità soprannaturali definite numi tutelari vi sono gli angeli custodi, i genii della religione romana, quelle simboleggiate dalla Pietra Nera per alcune civiltà semitiche pre-islamiche e gli spiriti della natura idolatrati in diverse comunitá tribali come in India, Indocina e Indonesia.

## Numi tutelari nelle religioni

### Asia

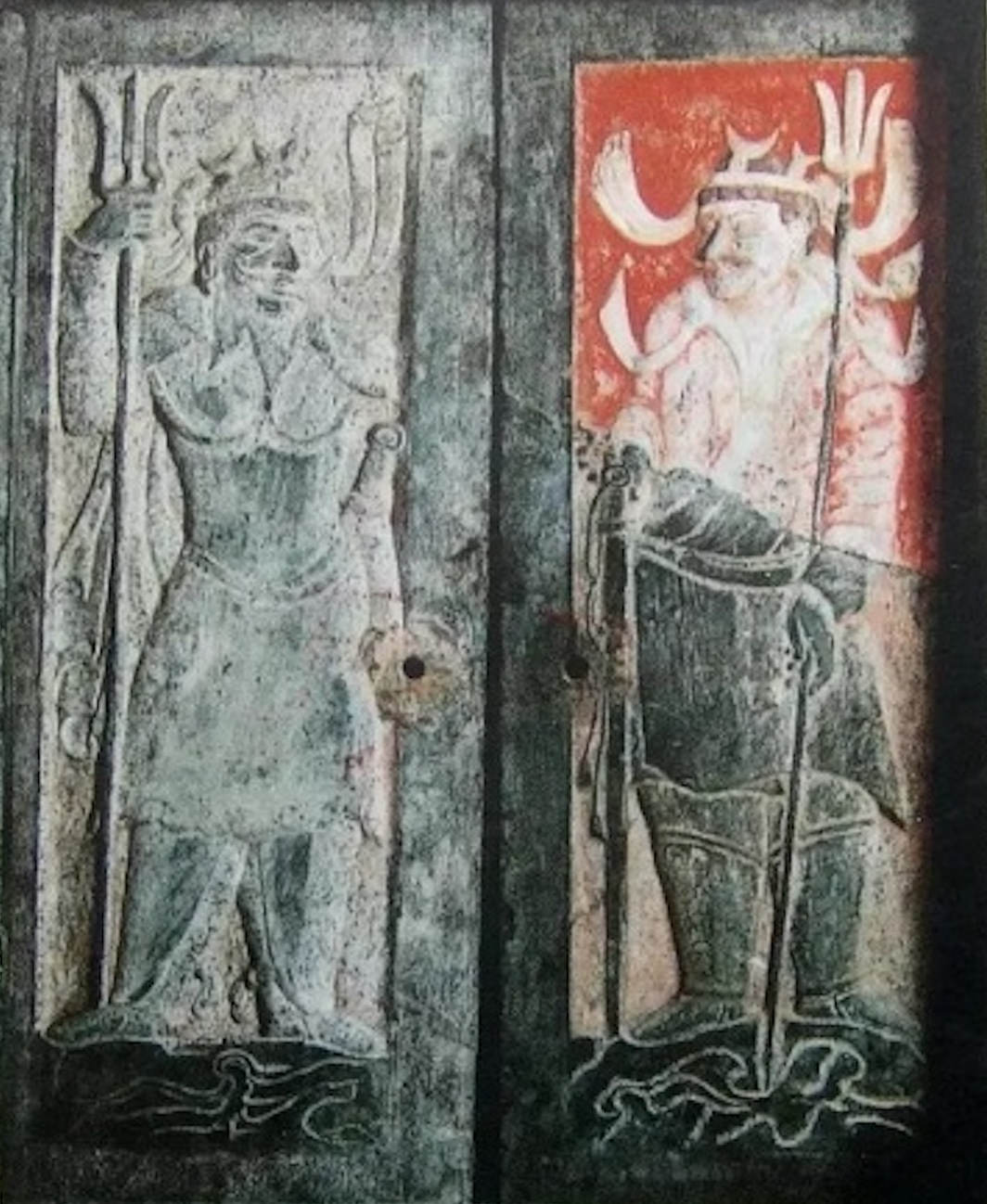
Porte in pietra di un'antica tomba cinese raffiguranti due guardiani della tomba armati di tridente.

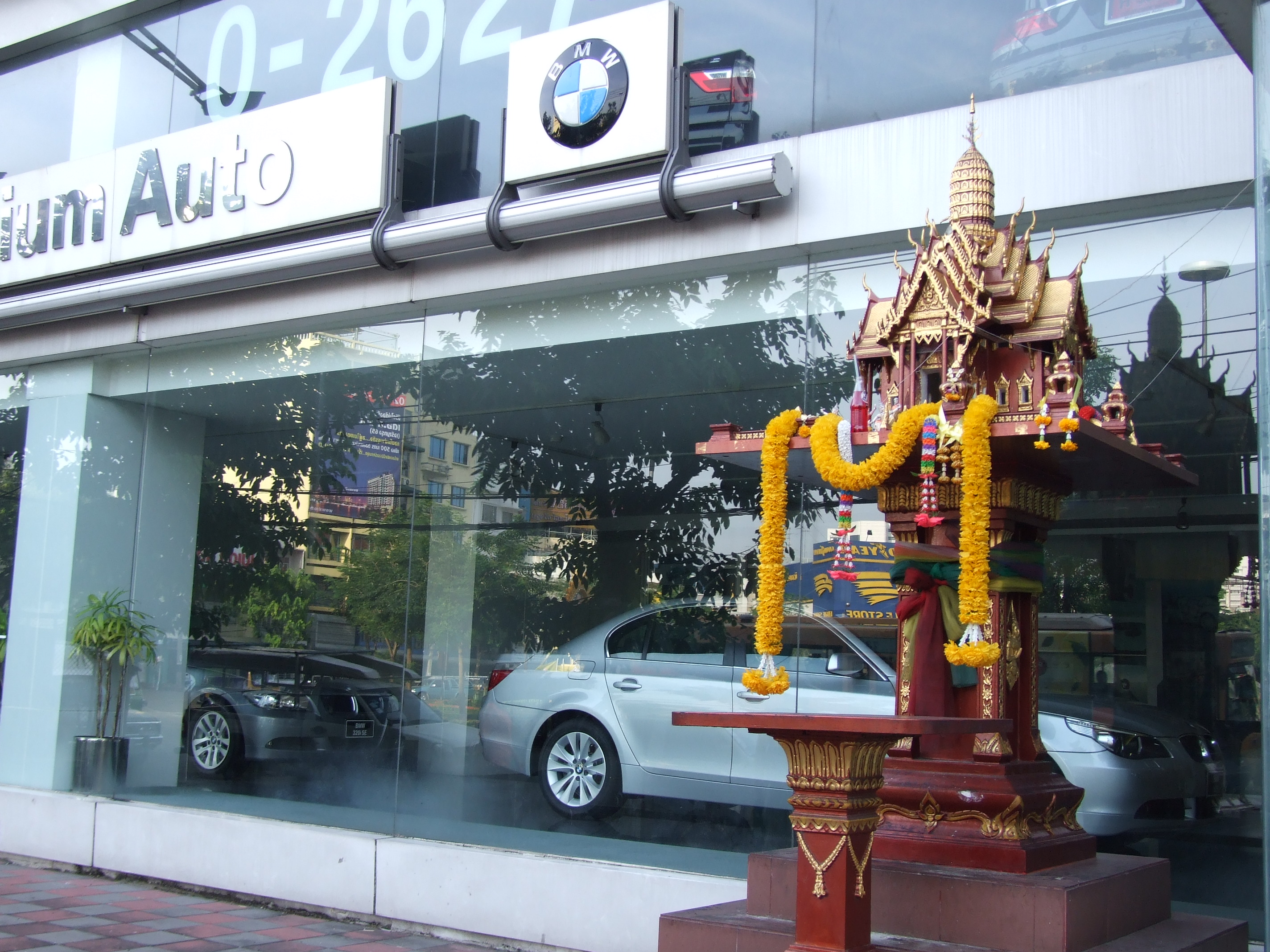
Una casa degli spiriti in Thailandia situata di fronte a un ufficio di Bangkok

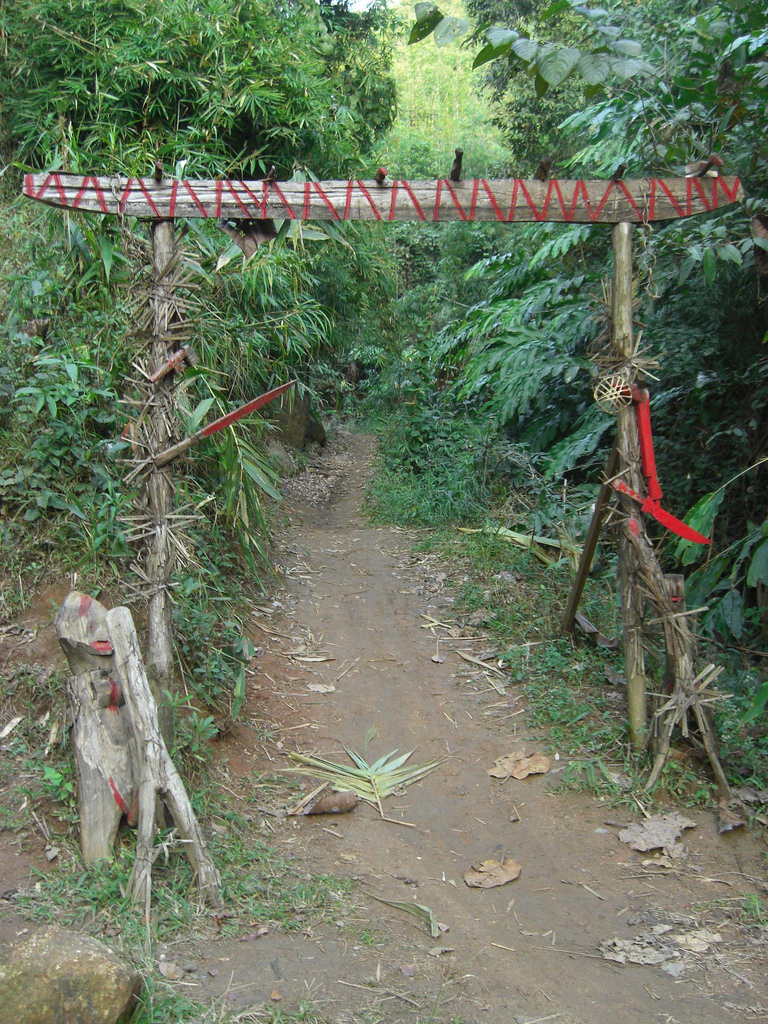
Portale di ingresso costruito per tenere lontani gli spiriti maligni della foresta in un villaggio akha nelle montagne della Thailandia del Nord

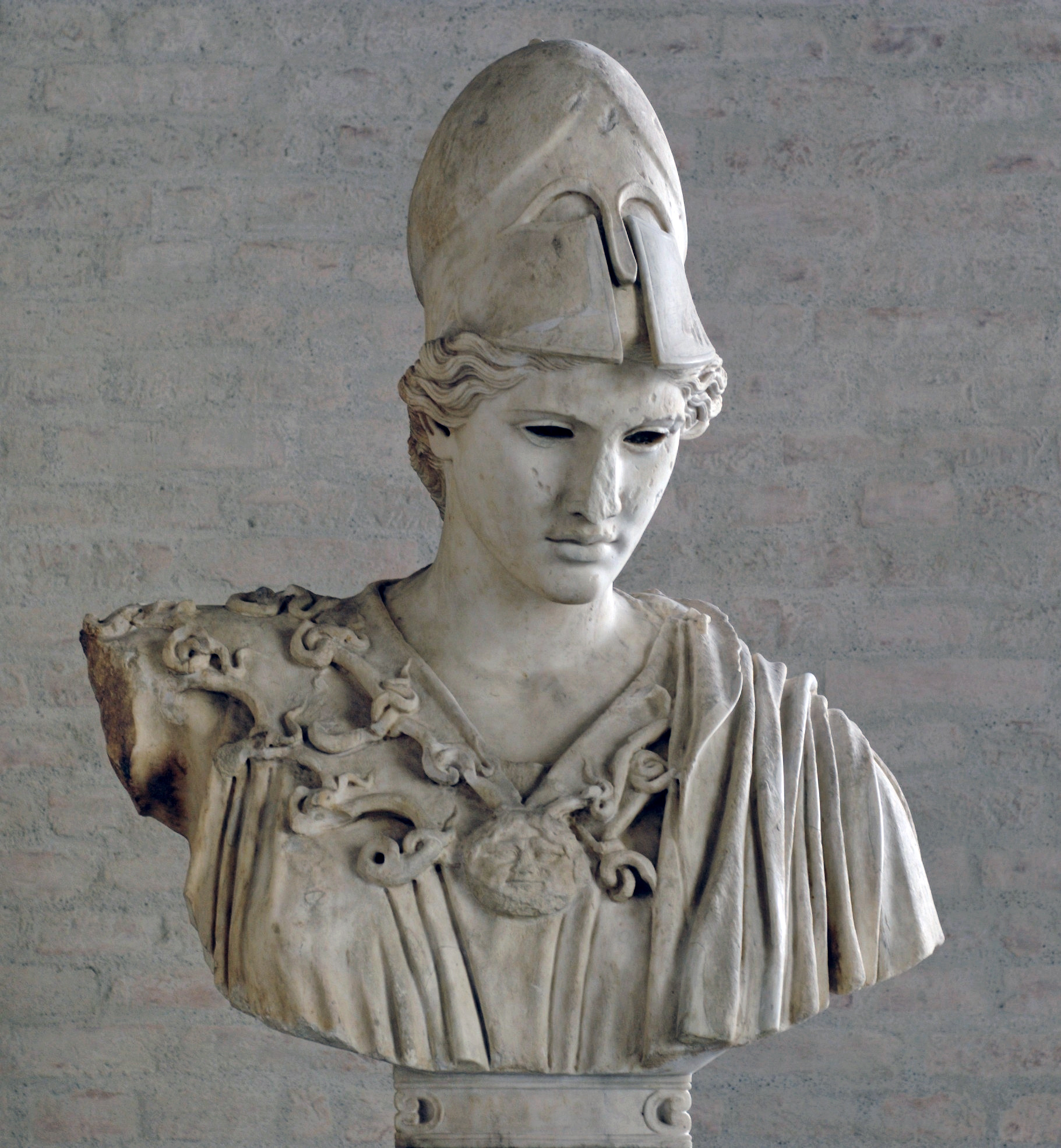
Busto di Atena, dea greca della sapienza venerata come patrona dell'Atene antica, dove fu costruito in suo onore il Partenone

- Cina - Nella religione popolare cinese vi sono state e vi sono tuttora svariate divinità tutelari, e persone che hanno compiuto in vita atti straordinari possono a loro volta diventare numi tutelari. Il generale ed eroe nazionale Guan Yu è venerato come bodhisattva nel buddhismo e divinità guardiana nella religione popolare e nel taoismo.[8] I Chenghuangye sono antiche divinità cinesi che governano al buon ordine terrestre e infernale delle loro circoscrizioni, mentre i Tudigong sono le divinità dei villaggi.
- India - I numi tutelari sono conosciuti nell'induismo come ishta-devata e kuladevta. I gramadevata sono i protettori dei villaggi. Il dio Shiva protegge gli yogi e quelli che hanno fatto voto di rinuncia. Ganesha, figlio di Shiva, è particolarmente amato e invocato poiché rimuove gli ostacoli di ordine materiale o spirituale.[9]
- Corea - Nello sciamanesimo coreano, i totem jangseung e i pali con in cima la raffigurazione di un uccello chiamati sotdae sono piazzati all'ingresso dei villaggi per spaventare gli spiriti maligni.
- Giappone - I kami sono i venerati spiriti dello shintoismo, l'antica religione tradizionale giapponese. Possono nutrire e amare quando sono rispettati, oppure possono causare distruzione e disarmonia se ignorati. Ci sono 300 diverse classificazioni di kami elencate nel Kojiki, e tutti hanno funzioni diverse, come il kami del vento, i kami degli ingressi e i kami delle strade.[10]
- Sud-est asiatico
  - Filippine - Secondo l'animismo filippino, i Diwata sono spiriti benevoli invocati per una buona crescita delle colture, salute o fortuna, che se non sono rispettati possono portare malattie o avversità.[11]
  - Thailandia - Il Buddha di smeraldo si trova a Bangkok ed è il palladio che protegge il Paese e la monarchia locale. I pilastri lak mueang sono custoditi in appositi santuari e sono i numi protettori delle principali città. Quasi tutte le case thailandesi hanno in giardino una casa degli spiriti che protegge la casa e i suoi abitanti. Le case degli spiriti sono diffuse anche in Laos, Birmania e Cambogia, tutti Paesi in cui come in Thailandia la religione largamente più diffusa è il buddhismo theravada; la tradizione di utilizzarle per proteggere la casa è legata al buddhismo ma si rifà anche alle precedenti tradizioni del brahmanesimo e dell'animismo.[12]
  - Comunità tribali nelle montagne del Sud-est asiatico - Tra le svariate popolazioni tribali stanziate sulle montagne del Sud-est asiatico, le credenze popolari sono legate soprattutto all'animismo e al culto degli antenati; i numi tutelari possono quindi essere spiriti della natura o antenati, ai quali vengono offerti sacrifici per proteggere i villaggi.[13]
- Tibet - Nel buddhismo tibetano, uno Yidam è una divinità che aiuta il praticante a fare progressi spirituali durante la meditazione.[14] Un ruolo simile hanno le Ḍākinī, che appaiono anche nell'Induismo e nella tradizione Bön; sono manifestazioni di aspetti puri della mente in forma femminile evocanti il movimento dell'energia nello spazio. In tale contesto, il cielo o lo spazio indicano la shunyata, la vacuità o inconsistenza di tutti i fenomeni.

### Europa e Mediterraneo

#### Antica Grecia
Le antiche città greche veneravano ciascuna un patrono che le proteggesse. Atena era la patrona di Atene, Sparta e Siracusa; Delfi e Delo veneravano Apollo, Zeus era il dio di Elide e Olimpia, mentre Corinto ebbe Poseidone e i patroni di Tebe furono Apollo e Dioniso. Secondo l'antica filosofia e religione greca, un dáimōn, letteralmente essere divino, è un essere che si pone a metà strada fra ciò che è divino e ciò che è umano, con la funzione di intermediario tra queste due dimensioni. Considerato uno dei principi più antichi della filosofia greca, Eraclito ne parla come di un destino legato all'indole: «Il carattere di un uomo è il suo daimon». Socrate riferisce di un dàimon o "guida divina" che lo assiste spesso in ogni sua decisione. Si tratterebbe di una sorta di «coscienza morale» che si rivela progressivamente come forma di delirio e di ispirazione divini, Secondo Platone, il daimon di cui parla Socrate consiste in una presenza divina, simile a un angelo custode, che si fa avvertire in lui tramite segni per stimolare la sua ragione ad eseguire la scelta più adatta, ma non tanto per indurlo a compiere certe azioni, quanto piuttosto per distoglierlo.

#### Antica Roma

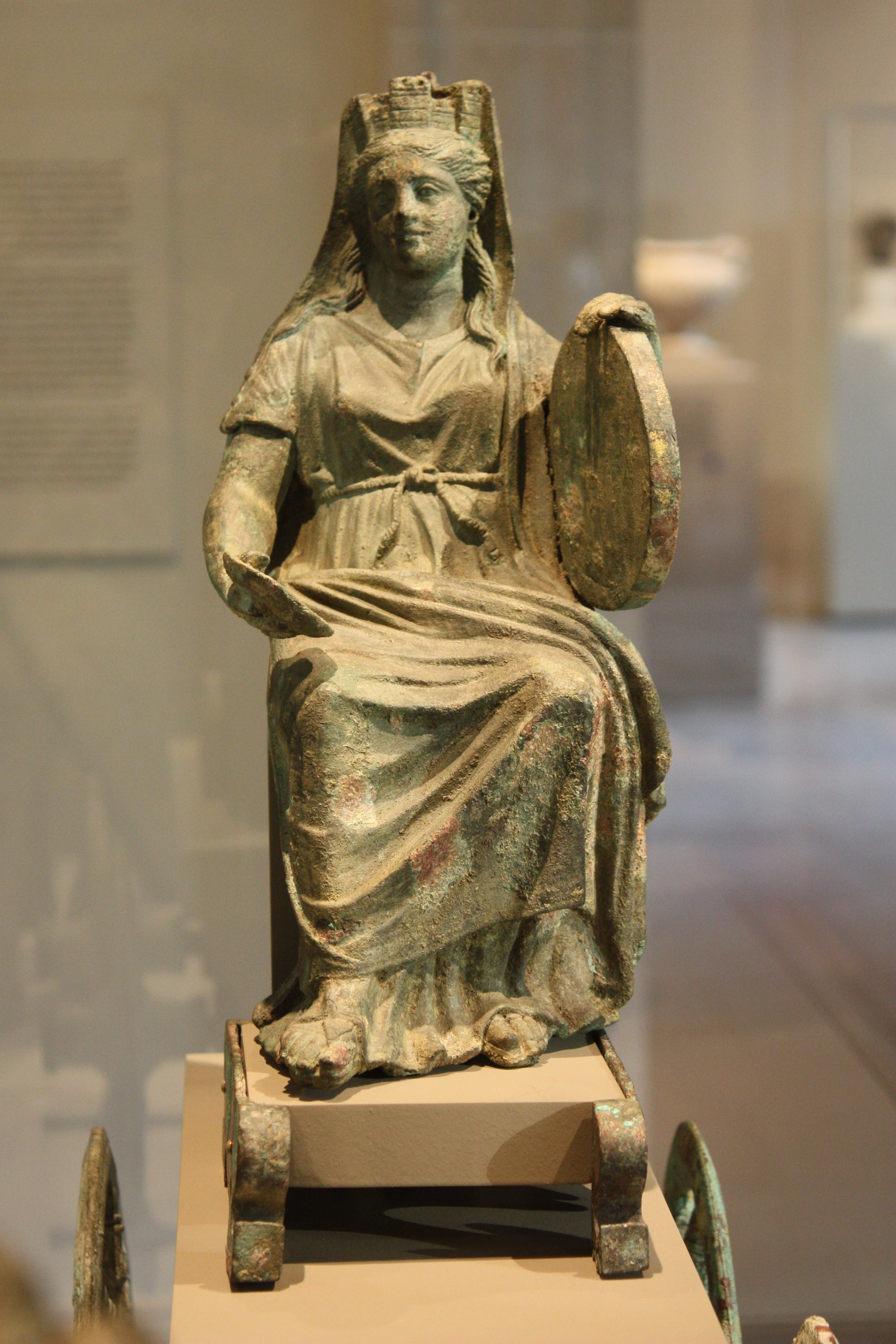
La corona muraria di Cibele rappresenta le mura cittadine che protegge

I numi tutelari che proteggevano luoghi o persone ebbero un ruolo fondamentale nell'antica religione romana. Il Genio era il custode benevolo delle sorti delle famiglie ma anche dei singoli individui. Nell'età imperiale, fondamentale nel culto imperiale era il genio che proteggeva l'imperatore, il quale poteva anche scegliere una divinità maggiore come protettore, ad esempio Augusto scelse Apollo. Già in precedenza, nell'era repubblicana, il dittatore Silla aveva scelto come proprio nume tutelare la dea Vittoria in onore della quale aveva fatto disputare i giochi pubblici ludi.
Ogni città aveva il proprio nume tutelare; Roma era protetta da una dea il cui nome andava tenuto segreto, con la pena di morte inflitta a chi lo avesse rivelato come accadde al politico Quinto Valerio Sorano. Anche le divinità maggiori Giunone, Giove e Minerva che componevano la triade capitolina venivano considerate protettrici dell'Urbe. Tra i numi tutelari delle altre città del territorio romano vi fu spesso Giunone, che fu patrona della latina Lanuvium e dell'etrusca Veio. L'antica Praeneste aveva come patrono Fortuna, la dea del caso e del destino.
Il rito religioso dell'evocatio era pronunciato dal dittatore o generale romano per invitare la divinità protettrice della città avversaria posta sotto assedio ad abbandonare la città e unirsi al pantheon della religione romana. La raffigurazione di alcune divinità come la Magna Mater Cibele cinte con la corona muraria rappresentava la loro capacità di difendere la città.
I protettori della famiglia e delle sue proprietà erano gli spiriti degli antenati chiamati Lari, che venivano venerati e custoditi all'interno della casa in un lararium; i Penati erano invece i protettori della casa e della dispensa (penus); Vesta era la dea del focolare domestico, venerata privatamente in ogni casa e il cui culto pubblico consisteva principalmente nel mantenere acceso il fuoco sacro nel tempio cittadino. Vi era inoltre il culto del Pater familias, il capo-famiglia, custode delle memorie degli antenati. Un nume tutelare che proteggeva luoghi circoscritti era chiamato Genius loci; nel granaio di casa vi erano delle nicchie per le immagini dei numi tutelari, che potevano comprendere il Genius loci. I Lares Compitales erano i protettori del vicus, l'antico borgo romano, all'interno del quale c'era il compitum, una sorta di santuario nel quale erano venerati.